# خانه حبیب پیشه‌وری
خانه حبیب پیشه‌وری مربوط به دوره قاجار است و در شیراز، محله لب آب، کوچه چاوشها، پلاک ۵ واقع شده و این اثر در تاریخ ۸ مرداد ۱۳۸۱ با شمارهٔ ثبت ۶۰۶۶ به‌عنوان یکی از آثار ملی ایران به ثبت رسیده است.